# 오자와 히데아쓰
오자와 히데아쓰(일본어: 小澤 秀充, 1999년 4월 28일~)는 일본의 축구 선수이다.

## 구단 경력
그는 2022년 J3리그의 가이나레 돗토리에 입단했다.